# Everardus Antonius M. Baaij
Everardus Antonius M. Baaij S.C.I. (Rotterdam, 24 maart 1921 - Aliwal, Zuid-Afrika, 31 januari 2012) was een Nederlands geestelijke van de Rooms-Katholieke Kerk.
Baaij werd op 20 juli 1947 tot priester van de Priestercongregatie van het Heilig Hart van Jezus gewijd. Op 17 december 1973 werd hij benoemd tot bisschop van Aliwal in Zuid-Afrika. Zijn bisschopswijding vond plaats op 23 mei 1974.
Baaij ging op 30 oktober 1981 met emeritaat.